# Сивертс, Пер Сигфрид
Пер Сигфрид Сивертс (швед. Per Sigfrid Siwertz; 24 января 1882, Стокгольм — 26 ноября 1970, Стокгольм) — шведский писатель

, поэт, член Шведской академии (1932—1970).

## Биография
Сигфрид Пер Сивертс родился 24 января 1882 года в Стокгольме. Окончил Уппсальский университет, получил степень бакалавра.
Затем он продолжил учёбу в Париже.
Первые публикации отражали пессимистические настроения общества начала века. Но под влиянием идей французского философа Анри Бергсона (1859—1941), особенно идей о творческой эволюции, постепенно меняется творческий стиль Сивертса. На первый план вышли интенсивное наблюдение, точное описание среды и важные для общества проблемы.
В 1911 году вышла в свет его книга для юношества «Пираты с озера Меларен» о приключениях мальчиков, отправившихся в путешествие по озеру Мелар. Эта книга трижды была экранизирована.
1920 году вышел роман «Селамбы», стокгольмская семейная сага. В этом романе Сивертс описал предприятия военных спекулянтов во время Первой мировой войны. История распада буржуазной семьи отличалась сатирической остротой и психологической проникновенностью. По этой книге в 1979 году был снят сериал.
С 1925 по 1926 год у женатого Сивертса был роман с Элин Вегнер, которая впоследствии стала его коллегой по Шведской академии.
Обширное творчество Сиверса включает все литературные жанры. Сивертс также писал стихи, пьесы и рассказы о путешествиях. Его творчество повлияло на развитие современного шведского романа. «Джонас и Дракон» (1928) был переиздан Тимбро в 1998 году.
Творчество Сивертса отражало взгляды человека из буржуазной среды, опасающегося усиливающегося рабочего, профсоюзного движения. В послевоенной Швеции, где в обществе набирали обороты социал-демократические настроения, взгляды Сивертса не находили понимания (роман «Домой из Вавилона», 1926). Отсюда унылый тон и отрешенность в его последующих произведениях.
Он был женат на журналистке Маргит Штрёмберг. Сигфрид Сивертс скончался 26 ноября 1970 года в Стокгольме.

## Сочинения
- 1905 — Сны улицы (сборник стихов)
- 1906 — Марго с несколькими рассказами (сборник рассказов)
- 1906 — Клен молодой (сборник стихов)
- 1907 — Круг (сборник рассказов)
- 1908 — Индейское лето (спектакль)
- 1909 — Старый (сборник рассказов)
- 1911 — Порт и море (сборник рассказов; рассказ « Сон ребёнка» из этой книги был снят в 1932 году как « Черные розы»)
- 1911 — Зубы мудрости (спектакль)
- 1911 — Пираты с озера Меларен (роман; снимался несколько раз, см. Mälarpirater (фильм, 1923) , Mälarpirater (фильм, 1959) и Mälarpirater (фильм, 1987))
- 1912 — Чиновники на приключение (сборник рассказов)
- 1913 — Бой на Дефвенсё (спектакль)
- 1914 — Коляска (роман)
- 1915 — Большие дети (сборник рассказов)
- 1916 — Отражение огня (роман)
- 1917 — Субботние вечера (сборник стихов)
- 1918 — Рассказы
- 1911 — Буря в стакане воды (спектакль)
- 1919 — Виндрос (сборник стихов)
- 1920 — Поэзия
- 1920 — Селамбы (роман; драматизирован как сериал для SVT 1979)
- 1921 — Распределительное устройство
- 1922 — Горстка пуха (сборник рассказов)
- 1923 — Taklagsölet (спектакль)
- 1923 — Дом из Вавилона (роман; снят в 1941, см. Дом из Вавилона)
- 1924 — Ленивые широты (рассказ о путешествии)
- 1925 — Водный мир
- 1926 — Большой универмаг (роман)
- 1926 — Поездка в Абиссинию
- 1927 — Меларские истории
- 1928 — Йонас и дракон (роман)
- 1929 — Рескамратерна (сборник рассказов)
- 1930 — Экотемплейт
- 1930 — Свадьба трио
- 1930 — Большое здание
- 1931 — Вдова и другие рассказы (сборник рассказов)
- 1931 — Я был вором
- 1931 — Пираты Солт-Лейк-Сити
- 1932 — Пламя (роман)
- 1933 — Две драмы
- 1935 — Последнее приключение
- 1936 — Земля — мое хобби
- 1937 — Миннас (сборник стихов)
- 1937 — Красавица (спектакль)
- 1938 — Большой шум
- 1938 — Игры на море (спектакль)
- 1938 — Преступление (спектакль; снят 1940, см . Преступление)
- 1938 — Память Якоба Валленберга
- 1939 — Я бедный грешник (сборник рассказов; рассказ «Единорог» снят в 1955 году, см. « Единорог» (фильм))
- 1940 — Больше чем тени (сборник рассказов)
- 1940 — Джентльмен средних лет (пьеса)
- 1942 — Брут (спектакль)
- 1943 — Шесть бесплатных билетов (роман)
- 1944 — Собрание стихотворений
- 1944 — Все приключения мира в подборке
- 1945 — Уверенность (новелла)
- 1945 — Маленькая миссис Алиби (спектакль)
- 1945 — Джами и духи воды (спектакль)
- 1947 — Зеркало с купидонами (роман)
- 1947 — Клас и Боб
- 1949 — Быть молодым (автобиография)
- 1950 — Финал замка 1950 (роман)
- 1952 — Гласбергет 1952 (роман; снят в 1953, см. Гласбергет)
- 1952 — Автор Черчилль
- 1952 — Стокгольм встречает весну
- 1953 — Мой город
- 1954 — Пагода (роман)
- 1955 — Маленький джентльмен в сером костюме (рассказ, специально изданный для членов Bokklubben Svalan; позже повторно использован как введение в Threads in a Tissue)
- 1956 — Хороший лес (сборник сочинений)
- 1952 — Нити в плетении (новелла)
- 1958 — Перекрещенные рельсы
- 1958 — Единорог и другие рассказы (переиздание избранных рассказов из «Вдовы» и других рассказов соответственно «Бедный грешник»)
- 1959 — Vanity Go … (сборник сочинений)
- 1959 — Водный мир Стокгольма
- 1961 — Произошло в Лихтенштейне (роман)
- 1961 — Адольф Торнерос — попытка портрета (биография в серии мемуаров Шведской академии)
- 1961 — Капризы памяти (сборник рассказов)
- 1964 — Путешествие Андромеды туда и обратно (роман)
- 1966 — Лестница и Эвридика (цикл рассказов)
- 1967 — Нильс Персоне (биография в сериале «Мемуары шведской академии»)
- 1968 — Дом эпизодов (роман)

## Награды
- Девять главных призов 1927 г.
- Премия Беллмана 1946 г.
- Почетный доктор в Стокгольмском университете (1947)